# Отгар (архиепископ Майнца)
Отгар (Отгара, Отгера, Отгариус, Отгарий; лат. Ocgarius, Otgarius; ? — 21 апреля 847) — архиепископ Майнца (826—847).

## Биография
По некоторым данным, Отгар был родственником архиепископа Майнца Рихульфа. В 826 году он сам стал главой Майнцской архиепархии.
Отгар был первым из архиепископов Майнца, которые не были учениками святого Бонифация и его последователей, но входил в круг реформаторов, близких к императору Людовику I Благочестивому. Рабан Мавр писал о солидном богословском образовании Отгара.
В 826 году участвовал в крещении одного из правителей Ютландии Харальда Клака и его жены. Крёстным отцом новообращённого Харальда стал император Людовик I Благочестивый. Отгар вёл обширную строительную деятельность, занимался покупками реликвий из Италии.
В 834 году совершил паломничество в Рим, откуда привез мощи святого Иустина Философа. Приобрёл для Майнцского собора также мощи восточно-римских святых Сергия и Вакха.
В 838—839 годах Отгар оказывал поддержку Людовику I Благочестивому в конфликте того с сыном Людовиком II Немецким, который ещё во время смуты во Франкском государстве 830—834 годов пытался подчинить себе всю Восточную Франкию. Отгар оставался решительным противником младшего Людовика даже после смерти Людовика I Благочестивого в 840 году. Он поддерживал Лотаря I в гражданской войне, которая продолжалась до 843 года. В 842 году он даже пытался помешать Людовику II Немецкому встретиться с Карлом II Лысым и устроить с ним встречу Лотаря.
После смерти Отгара в 847 году его преемником на посту архиепископа Майнца стал Рабан Мавр.